# American Fern Journal
American Fern Journal (abreviado Amer. Fern J.) es una revista ilustrada con descripciones botánicas que ha sido editada por American Fern Society desde 1911.